# MCK
Nghiêm Vũ Hoàng Long (sinh ngày 2 tháng 3 năm 1999), thường được biết đến với nghệ danh MCK, là một nam rapper và ca sĩ kiêm sáng tác nhạc người Việt Nam. Năm 2020, anh trở nên nổi tiếng khi tham dự và đi tới vòng chung kết ở mùa đầu tiên của cuộc thi truyền hình Rap Việt.

## Sự nghiệp

### 2018
Sự nghiệp âm nhạc của MCK bắt đầu vào đầu năm 2018 với tư cách là ca sĩ kiêm nhạc sĩ sáng tác độc lập "Nger". Anh ra mắt lần đầu tiên trước công chúng với bản hit đình đám "Tình Đắng Như Ly Cà Phê" cùng với Nân, thu về hơn 50 triệu lượt xem kể từ khi tải lên, mở đầu cho một trong những màn ra mắt thành công nhất trong cộng đồng âm nhạc độc lập tại Việt Nam.

### 2019
Sự nghiệp của Long có bước ngoặt vào năm 2019 khi anh bắt đầu theo đuổi dòng nhạc Hip-hop với những ca khúc hit như "Suy" (Prod. By Pacmxn), "Phát Điên" (kết hợp với Trung Trần, Teeayz) với itsnk, nân và Haisam

### 2020
Vào năm 2020, Long đã tạo ra đột phá cho bản thân khi trở thành một trong những thí sinh thành công nhất bước ra từ chương trình Rap Việt mùa 1 và chiếm trọn cho mình giải thưởng đầu tay trong hạng mục "Gương Mặt Rap/ Hip-Hop Triển Vọng" của Giải thưởng WeChoice Award 2020.

### 2021
Năm 2021 là một năm có nhiều chuyển biến trong sự nghiệp âm nhạc của MCK. Vào mùa hè năm 2021, MCK đã trở thành 1 trong 2 gương mặt đại diện cho chiến dịch "Không Cần Cố" của DIBAO và xuất hiện với tư cách nghệ sĩ khách mời trong nhiều bản hit hợp tác cùng các nghệ sĩ khác.

### 2022
Ngày 24 tháng 02 năm 2022, MCK phát hành đĩa đơn "Chìm Sâu" cùng Trung Trần. Đĩa đơn này đánh dấu sự khởi đầu cho chiến dịch ra mắt Album đầu tay của anh và nhanh chóng chiếm được tình yêu của người hâm mộ. "Chìm Sâu" sau đó đã trở thành bài hát được nghe nhiều nhất trên Spotify tại Việt Nam trong năm 2022 và đứng đầu các bảng xếp hạng Hot 100 Việt Nam và Top Vietnamese Song của Billboard Việt Nam trong nhiều tuần.
Ngày 23 tháng 9 năm 2022, MCK phát hành đĩa đơn "Tại vì sao".

### 2023:99%
Ngày 2 tháng 3 năm 2023, MCK chính thức phát hành album phòng thu đầu tay, 99% Album gồm 16 ca khúc thu âm từ đầu 2021 đến cuối năm 2022, trong đó từng được trích ra để phát hành như là các đĩa đơn mở đường cho album như "Cuốn cho anh một điếu nữa đi", "Chìm sâu", "Tại vì sao" và các ca khúc từng công bố "Chỉ một đêm nữa thôi", "Va vào giai điệu này", "Thờ er", "Badtrip"; còn có sự góp giọng của tlinh, Hoàng Tôn, Trung Trần, tbach, ihndelit, phng_tuyt, tolopo, tanahuynh (thuộc tổ đội ATT) . Sau khi phát hành, 99% đã đứng đầu bảng xếp hạng Top Albums của iTunes và Apple Music của Việt Nam.
Album 99% nhận được sự ủng hộ nồng nhiệt cùng những lời khen ngợi về chất lượng âm nhạc từ khán giả dành cho sản phẩm.

## Ảnh hưởng
RPT MCK là một nghệ sĩ độc lập với sự đa dạng về phong cách và thể loại âm nhạc. Các sáng tác của anh trải dài từ Indie Pop tới Trap, Drill và cả Ballad. Những người truyền cảm hứng chính cho anh là các nghệ sĩ như Playboi Carti, Ne-yo, A$AP Rocky... và đặc biệt là Travis Scott.

## Sự cố
Vào tháng 2 năm 2024, sau khi trượt đề cử Giải thưởng Làn Sóng Xanh 2023, MCK đã có hành động gây tranh cãi khi đặt chiếc cúp Làn Sóng Xanh 2022 sau khi đoạt giải "Top 1 ca khúc được yêu thích nhất" ở trên nắp thùng rác trong nhà vệ sinh. Đến tháng 7, ngoại hình của anh tiếp tục gây ra tranh cãi khi cạo sạch lông mày, đeo choker và bị nhiều ý kiến trái chiều đánh giá là "lập dị". Mặc dù vậy, phong cách lúc này của anh đã được Michèle Lamy đăng tải trở lại trên trang cá nhân. Vào đầu tháng 11, trên mạng xã hội tiếp tục lan truyền một bức ảnh nhạy cảm được nhiều người cho là anh. Ngay sau đó, anh đã đăng tải dòng trạng thái, "Desperate times call for desperate measures" và "for my pride" với hình ảnh mặc nội y đứng trước gương. Mặc dù vậy, nam rapper vẫn chưa lên tiếng chính thức về độ xác thực của bức ảnh.

## Danh sách đĩa nhạc

### Album phòng thu
- 99% (2023)

### Đĩa đơn
- Tình Đắng Như Ly Cà Phê (feat. nân.) (2018)
- Hà Nội Đêm Mưa (feat. RPT JasonDilla & NCLOWNZ) (2018)
- Phát Điên (feat. Teeayz & Trung Trần) (2019)
- Anh Mơ (feat. $ativa) (2019)
- Cô Nàng Khác Người (feat. Pixel Neko & Wxrdie) (2019)
- Suy (2019)
- Em Là Châu Báu (feat. tlinh & Châu Bùi) (2020)
- Thủ Đô Cypher (feat. RPT Orijinn, RZ Mas & Low G) (2020)
- OCEAN (feat. RPT Orijinn) (2021)
- Đìu Anh Luôn Giữ Kín Trong Tym (feat. 2pillz & tlinh) (2021)
- Không Cần Cố (feat. tlinh & DIBAO) (2021)
- iceman (feat. Sol7) (2021)
- Chương 2 Của Tương Lai (feat. WEAN & Tenkitsune) (2021)
- Tay To (Rapitalove EP) (feat. Phongkhin) (2021)
- UầYYY Cypher (feat. Rapital & SpideyBoy) (2021)
- Phong Cách (feat. LOPE PHẠM) (2022)
- Tại Vì Sao (feat. LOPE PHẠM) (2022)
- Chìm Sâu (feat. Trung Trần) (2022)
- Mưa Đang Rơi (RAPITALOUD) (feat. RPT LAKE) (2022)
- Đánh Đổi (feat. Obito) (2023)
- Buồn Hay Vui (feat. VSOUL & Obito & Ronboogz & Boyzed) (2023)
- Mộng Yu (feat. Amee) (2024)

### Các đĩa đơn phát hành với Rap Việt
- Anh Vẫn OK (2020)
- M.A.Y (feat. Duy Andy & Yuno Bigboi) (2020)
- Giàu Vì Bạn, Sang Vì Vợ (2020)
- Va Vào Giai Điệu Này (2020)
- Dân Chơi Xóm (feat. JustaTee) (2020)

### Các sản phẩm không chính thức
- Vương (2018)
- Anh đã quen ở bên cạnh iem (2018)
- Blue Dream (2018)
- Nói (2018)
- Anh Biết (2019)
- Có Lẽ (feat. RPT LAKE & MINHTHAI) (2019)
- No L/Chẳng giống giáng sinh (remake) (original by Lu, prod. datfitzx) (2020)
- Thờ er (Remix) (feat. 16 BrT) (2020)
- Không Tên (2020)
- CUẤN CHO ANH 1 ĐIẾU NỮA ĐI (feat. Wxrdie) (2021) [9]
- Nghe như tình yêu (Remix) (feat. HIEUTHUHAI & kewtiie) (2023)
- SODA (2023)
- Oke K Dung Hoang Oi (2024)
- 2025. PROD MIKE NI GAAA (2024)
- Vl (2024)
- thap drill tu do - nghiem tong prod. gaz (2025)
- 2323 (2025)

## Giải thưởng
| Năm  | Giải thưởng     | Hạng mục                           | Đề cử                       | Kết quả   |
| ---- | --------------- | ---------------------------------- | --------------------------- | --------- |
| 2020 | WeChoice Awards | Gương Mặt Rap/ Hip-Hop Triển Vọng  | Bản thân                    | Đoạt giải |
| 2020 | WeChoice Awards | Rising GenZ                        | Bản thân                    | Đề cử     |
| 2022 | Làn Sóng Xanh   | Top 10 ca khúc được yêu thích      | Chìm sâu (MCK - Trung Trần) | Đoạt giải |
| 2023 | WeChoice Awards | Nhân vật truyền cảm hứng           | Bản thân                    | Đoạt giải |
| 2023 | WeChoice Awards | Đại sứ truyền cảm hứng             | Bản thân                    | Đoạt giải |
| 2023 | WeChoice Awards | Ca sĩ/ Rapper có hoạt động đột phá | Bản thân                    | Đoạt giải |
| 2023 | WeChoice Awards | E.P/Album của năm                  | 99%                         | Đoạt giải |
| 2023 | WeChoice Awards | Ca khúc của năm                    | Anh Đã Ổn Hơn               | Đoạt giải |